# 丹羽晴美
丹羽 晴美（にわ はるみ、1966年 - ）は、日本のキュレーター。

## 経歴
1966年、東京生まれ。実家は東京都中央区にある写真・映像商社の「銀一」。
成蹊大学文学部文化学科卒業。
東京都写真美術館（1990年 - 2019年）、東京都現代美術館 事業企画課事業係長（2019年 - 2024年）を経て、2025年から東京都写真美術館事業企画課長。
VOCA賞選考委員（2024年～）、東川賞審査委員
法政大学・学習院女子大学非常勤講師、ドイツ国立ヒルデスハイム大学非常勤講師（2014-15秋冬）

## 企画
- 「ユージーン・スタジオ 新しい海 After the rainbow」(東京都現代美術館、2021年)
- 「イメージの洞窟 意識の源を探る」(東京都写真美術館、2019年)
- 「杉本博司 ロスト・ヒューマン」(東京都写真美術館、2016年)
- 「須田一政 凪の片」(東京都写真美術館、2013年)
- 「アーウィン・ブルーメンフェルド 美の秘密」(東京都写真美術館、2013年)
- 「日本の新進作家vol. 10 写真の飛躍」(東京都写真美術館、2011年)
- 「ジョセフ・クーデルカ プラハ1968」(東京都写真美術館、2011年)
- 「セバスチャン・サルガド アフリカ」(東京都写真美術館、2009年)
- 「やなぎみわ マイ・グランドマザーズ」(東京都写真美術館、2009年)
- 「鈴木理策：熊野、雪、桜」(東京都写真美術館、2007年)
- 「恋よりどきどき：コンテンポラリーダンスの感覚」(2005年)
- 「馬へのオマージュ」(東京都写真美術館、2002年)